# An Affair to Remember
An Affair to Remember (bra: Tarde Demais para Esquecer; prt: O Grande Amor da Minha Vida) é um filme norte-americano de 1957, do gênero romance, dirigido por Leo McCarey, tendo como protagonistas Cary Grant e Deborah Kerr. Trata-se de uma refilmagem de Love Affair (1939), dirigido pelo mesmo cineasta.

## Sinopse
O filme mostra o romance entre Nickie Ferrante (Cary Grant) e Terry McKay (Deborah Kerr). Ele um playboy mulherengo, considerado o solteiro mais cobiçado da atualidade, que está para se casar com Lois Clark (Neva Patterson). Ela é uma ex-cantora, também de casamento marcado, com Kenneth Bradley (Richard Denning). Ambos embarcam no mesmo navio que parte da Europa rumo a Nova York, no qual se conhecem. Nickie e Terry se apaixonam mas, como ambos têm relacionamentos com outras pessoas, combinam de se encontrar seis meses após a chegada da viagem, no alto do Empire State Building, edifício mais alto de Nova Iorque. Neste período eles poderão acertar suas vidas e, caso se reencontrem, se casar. Mas um acidente sofrido por Terry muda todos os planos.

## Elenco
- Cary Grant: Nickie Ferrante
- Deborah Kerr: Terry McKay
- Richard Denning: Kenneth
- Neva Patterson: Lois
- Cathleen Nesbitt: avó Janou
- Robert Q. Lewis: ele mesmo
- Charles Watts: Hathaway
- Fortunio Bonanova: Courbet
- Matt Moore: padre McGrath
- Louis Mercier: Mario
- Geraldine Wall: srta. Webb
- Nora Marlowe: Gladys
- Sarah Selby: srta. Lane

## Principais prêmios e indicações
Oscar 1958 (EUA)
- Indicado
  - Melhor fotografia[3]
  - Melhor figurino[3]
  - Melhor trilha sonora[3]
  - Melhor canção original ("An Affair to Remember")[3]

Directors Guild of America 1958 (EUA)
- Indicado - Melhor direção de cinema[carece de fontes?]

## Refilmagens
- Em 1994 surgiu uma nova versão de Love Affair (1994) (Br. Segredos do Coração / Pt. Amor da Minha Vida), protagonizado pelo ator Warren Beatty e sua esposa na vida real, a atriz Annette Bening. Foi o último filme em que Katharine Hepburn atuou.
- O filme serviu de inspiração para Sintonia de amor, com Tom Hanks e Meg Ryan.